# 王為幹
王為幹（？—？），字子梁，浙江杭州府仁和縣人，清朝政治人物。

## 生平
王為幹出身舉人，曾任丹山書院掌教。光緒三十一年（1905年）時任山西平定直隸州知州，任內支持保礦，多次為保礦事宜赴北京談判，後來歷任山西督糧道、山西巡警道，宣統元年（1909年）八月遭山西巡撫寶棻論劾，謫通判。

## 著作
著有《仁和王氏族譜》。